# Saint-Vincent-sur-Jabron
Saint-Vincent-sur-Jabron é uma comuna francesa na região administrativa da Provença-Alpes-Costa Azul, no departamento dos Alpes da Alta Provença. Estende-se por uma área de 30,2 km². Em 2010 a comuna tinha 188 habitantes (densidade: 6,2 hab./km²).